# Ochetorhynchus andaecola
La bandurrita roquera, bandurrita de cola castaña (en Argentina) o bandurrilla de las piedras (en Chile) (Ochetorhynchus andaecola),  es una especie de ave paseriforme perteneciente al género Ochetorhynchus de la familia Furnariidae, antes colocada en el género Upucerthia. Es nativa de la región andina del centro oeste de América del Sur.

## Distribución y hábitat
se distribuye por los Andes de Bolivia (La Paz al sur hasta Potosí), extremo noreste de Chile (este de Antofagasta) y noroeste de Argentina (Jujuy, Salta, norte de Catamarca).
Esta especie es considerada poco común en su hábitat natural, las laderas rocosas con matorrales escasos y las quebradas andinas de altitud, entre los 2600 y 4200 m.

## Sistemática

### Descripción original
La especie O. andaecola fue descrita por primera vez por los naturalistas franceses Alcide d'Orbigny y Frédéric de Lafresnaye en 1838 bajo el nombre científico «Uppucerthia (error) andæecola»; su localidad tipo es: «Sicasica, La Paz, Bolivia».

### Etimología
El nombre genérico masculino «Ochetorhynchus» deriva del griego «okhetos»: canal, conducto, surco; y «rhunkhos»: pico; significando «con surco en el pico»; y el nombre de la especie «andaecola», proviene de «Andes», y del latín «cola»: habitante; significando «habitante de los Andes».

### Taxonomía
Anteriormente era colocada en el género Upucerthia. Los estudios de  Chesser et al (2007) y Fjeldså et al (2007) encontraron que la especie entonces llamada Eremobius phoenicurus estaba hermanada con la entonces llamada Upucerthia ruficaudus. Se recomendó la resurrección de Ochetorhynchus para ruficaudus (y también andaecola) y que Eremobius y la entonces Chilia melanura fueran también incluidos. La Propuesta N° 324 al Comité de Clasificación de Sudamérica aprobó el restablecimento del género. Trabajos posteriores de Derryberry et al (2011) corroboraron los tratamientos taxonómicos expuestos.
Es monotípica.